# Studentkår

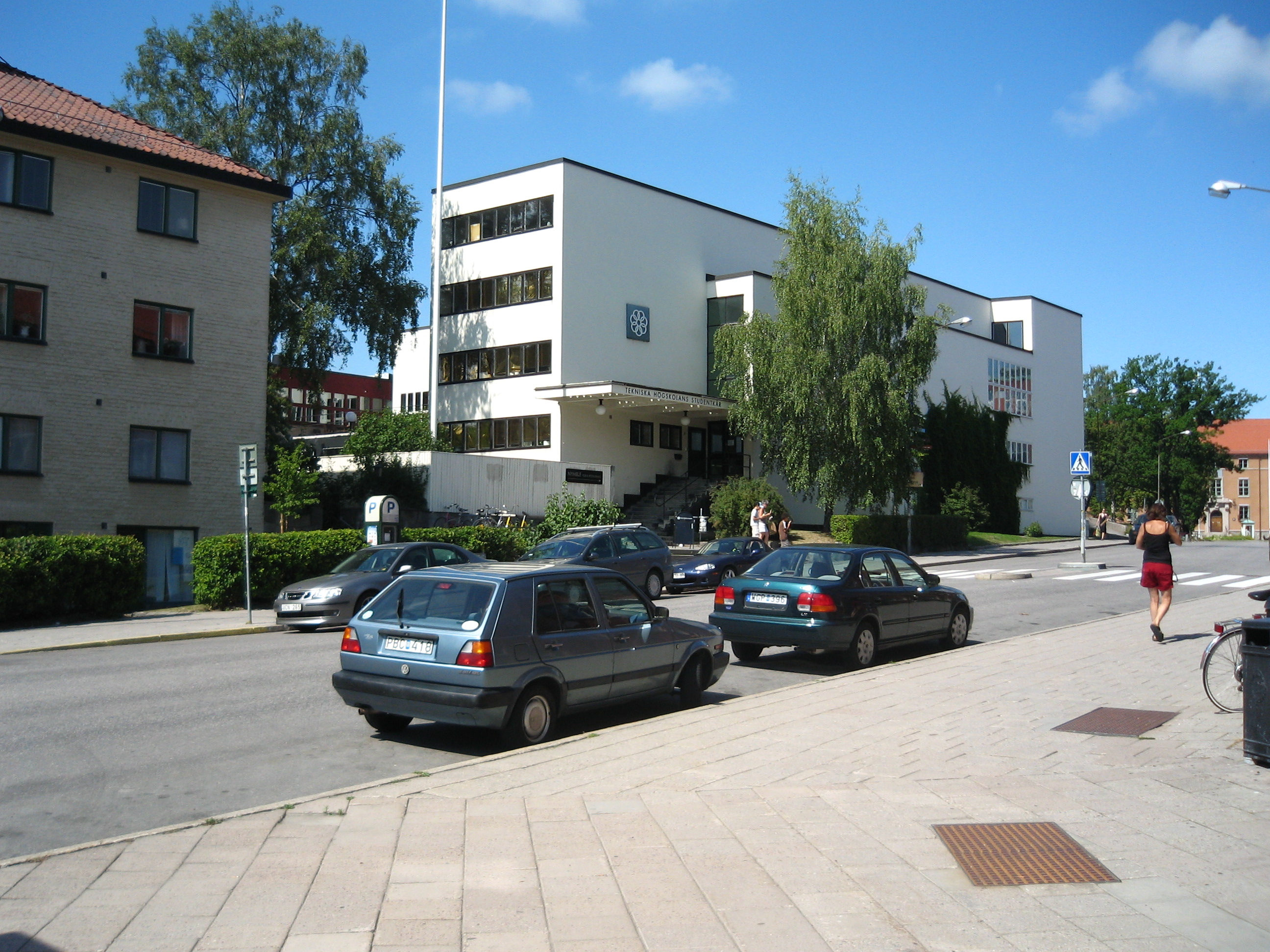
En studentkår bedriver oftast verksamheten i ett kårhus. Detta är Nymble, som tillhör Tekniska Högskolans Studentkår vid KTH i Stockholm.

En studentkår är en intresseorganisation för studenter vid ett visst universitet eller en viss högskola.

## Medlemskap
Medlemskap i studentkårer är i många fall reglerade i lag, förordning eller lärosätenas egna styrdokument. Vanligt förekommande är automatisk och/eller obligatorisk inskrivning i kåren. Den styrande verksamheten i kåren brukar kallas kårpolitik.
I Storbritannien blir nyinskrivna studenter automatiskt medlemmar i en studentkår. Den som så önskar har dock möjlighet att begära utträde ur kåren. Australien har tidigare haft en liknande konstruktion, men den som begärde utträde fortsatte ändå att betala kåravgift. Från och med 1 juli 2006 är dock medlemskap i australiska studentkårer helt frivilligt. I grannlandet Nya Zeeland avgör studenterna vid varje lärosäte själva om medlemskap i kåren ska vara frivilligt eller obligatoriskt. Omröstningar kan anordnas vartannat år, och är bindande för det enskilda lärosätets studenter till dess att nästa omröstning sker.
I Norge och Finland är medlemskap obligatoriskt för både högskolestudenter och universitetsstudenter. Sverige har tidigare haft obligatoriskt medlemskap vid statliga lärosäten, men detta avskaffas från och med hösten 2010; vid vissa privata lärosäten kvarstår obligatoriskt medlemskap, men det bestäms då av respektive lärosäte. I Kanada är medlemskap i studentkåren obligatoriskt för alla studenter. Sedan 1976 kan tyska delstater själva besluta om studentkårsmedlemskap. Bayern och Baden-Württemberg har avskaffat reglerna, Berlin och de före detta östtyska delstaterna har infört regleringar. I Sachsen-Anhalt använder man sig av en Austrittsoption (utträdesmöjlighet). Andra länder har regleringar som föreskriver att universiteten måste inrätta studentkårer, men som gör medlemskap frivilligt för studenterna.

## Studentkårssamarbete
Samarbete mellan studentkårer är vanligt och tar i hög grad sin utgångspunkt från nationella studentkårssammanslutningar.
Efter första världskriget kom en studentinternationalism att växa fram i Europa, med syfte att genom internationella möten mellan studenter främja världsfred. Flera nationella studentkårssamarbeten grundades under denna period, däribland National Union of Students i England och Wales samt Sveriges förenade studentkårer, med syfte att låta nationens studenter delta i det internationella samarbetet Conféderation Internationale des Étudiants.
De europeiska organisationerna genomgick stora förändringar efter andra världskriget, och under Kalla kriget uppstod splittringar i en kommunistisk och en västeuropeisk rörelse. Under 1900-talet kom de nationella studentkårssamarbetena att utvecklas från internationella utbytesorgan till fullfjädrade politiska lobbyorganisationer. År 1982 bildade sju nationella studentorganisationer, däribland Sveriges förenade studentkårer, den organisation som idag heter European Students' Union.
Särskilda ämnesinriktade samarbetsorganisationer finns också för studentkårer med studenter inom specifika akademiska discipliner. I Sverige intar Reftec en framträdande roll, och samordnar de största teknologkårerna samt en teknologförening. Reftec, som har sitt ursprung i SFS referensgrupp för tekniska utbildningar, har en relativt stark ekonomi och har tidigare ägt ett företag för annonssamordning. Politiskt har Förenade PedagogStudenter (FPS), vars medlemmar utgörs av studentkårer och studentföreningar för lärarstudenter, tillhört de mer framgångsrika. FPS har bland annat spelat en roll inom det så kallade Lärarkonventet, publicerat debattartiklar kring lärarutbildning och drivit en samordnad lobby gentemot utbildningsdepartementet. Andra liknande organisationer och nätverk är Juris kandidatstuderandes riksorganisation (JURO), Ordförandekonventet för Medicine Studenter i Sverige (OMSiS), Sveriges enade naturvetarstudenter (SENS) (numera nerlagt), U9 (Sveriges 9 största Ekonomföreningar & Ekonomkårer), Sveriges ekonomföreningars riksorganisation (SERO), Sveriges Musikhögskolors Förenade Studentkårer (SMuFS) och Swedish National Association of Pharmaceutical Students (SNAPS).
Vid de flesta lärosäten eller orter där mer än en studentkår är verksam finns också lokala samarbetsorgan. Här kan nämnas SSCO för stockholmsregionen, GFS och GUS i Göteborg, LUST och Kårservice i Linköping, LUS i Lund och UUFS (Uppsala universitets förenade studentkårer; tidigare kårsamverkan) i Uppsala. Flera av dessa organisationer handhar val av studeranderepresentanter i centrala organ, exempelvis universitetsstyrelsen.

## Svenska förhållanden
Historiskt sett var begreppet studentkår eller studentcorps (belagt första gången 1817) den samlade benämningen på studentpopulationen vid ett universitet som helhet, och de äldsta kårerna under 1800-talet verkade också i stor utsträckning genom direktdemokrati i form av "allmänna kårmöten". När studentantalet så småningom växte fick kårerna dock inrätta indirekt demokrati med valda beslutande församlingar. Studentkårerna vid de statliga lärosätena måste numera enligt förordning vara demokratiskt uppbyggda, men den inre organisationen skiljer sig avsevärt mellan olika kårer.
I Sverige är medlemskap i studentkår vid ett statligt lärosäte enligt svensk lag sedan sommaren 2010 inte längre obligatoriskt, utan frivilligt för studenterna. Medlemskap i studentkår vid privata lärosäten regleras av respektive lärosäte och vid vissa privata lärosäten är det obligatoriskt för studenterna att vara medlemmar i en studentkår.
Studentkårerna bevakar och deltar i planeringen av utbildningen som ges vid respektive lärosäte och studiesociala frågor. Andra vanliga ansvarsområden inom kårerna rör arbetsmarknadsfrågor, internationalisering samt jämställdhets- och mångfaldsfrågor. Stor energi ägnas åt att anordna sociala funktioner för studenterna, ofta i form av pub- och festverksamhet men även idrottsaktiviteter, studentmedia och mottagningsverksamhet för nya studenter. Innan lärosätena ålades ansvar för studenthälsan var många kårer huvudman för studentsjukvården; på vissa orter kvarstår studentkårerna fortfarande som utförare av studentsjukvården.

## Svensk- och tvåspråkiga student- och studerandekårer i Finland
- Aalto-universitetets studentkår vid Aalto-universitetet
- Arcada studerandekår vid Arcada – Nylands svenska yrkeshögskola
- Konstuniversitetets studentkår vid Konstuniversitetet
- Novium vid Yrkeshögskolan Novia
- Skåhla vid Högskolan på Åland
- Studentkåren vid Helsingfors Universitet vid Helsingfors universitet
- Svenska Handelshögskolans Studentkår vid Svenska handelshögskolan
- Åbo Akademis Studentkår vid Åbo Akademi